# Левітрон
Левітрон — дзиґа, яка обертаючись, здатна «зависати» в повітрі над спеціальною магнітною коробкою.

## Принцип роботи
Принцип роботи базується на трьох фізичних законах: другому законі Ньютона, законі всесвітнього тяжіння і законі взаємодії магнітних полів. В розкрученому стані, магнітна дзиґа масою ~20 грамів здатна повиснути над певним чином розташованою системою постійних магнітів у коробці (оскільки магніти постійні, левітрон не потребує джерела електричного струму). Магнітне поле не дає дзидзі відхилитися від центра коробки. Перебуваючи в повітрі, дзиґа практично не зазнає дії сили тертя, внаслідок чого, вона може висіти досить довго, проте рівновага в системі настільки тонка, що невеликі коливання температури і магнітного поля Землі можуть вплинути на неї.

## Інші пристрої, що працюють за принципом левітрона
Реалізацією сувенірів та іграшок подібного типу займається американська компанія «Чарівні іграшки та подарунки» (Fascinations Toys and Gifts), що розміщена в Сіетлі. До них належать: «Перпетуатор» (Perpetuator) — постійно повислий левітрон, що працює від електромережі, до нього додано електромагнітні поля, що підтримують обертання дзиґи, «Art Bank» — коробка, всередині якої в повітрі знаходиться модель літака, монети або тенісного м'ячика, а також «Amazing Anti-Gravity Globes» — «летючий глобус»

## Патент
Патент на левітрон з травня 1983 року належить американському винахіднику Рою Херіґену.